# دیانا محمدوا
دیانا محمدوا (انگلیسی: Diana Mammadova؛ زادهٔ ۵ مارس ۱۹۹۸) بازیکن فوتبال اهل جمهوری آذربایجان است.
از باشگاه‌هایی که در آن بازی کرده‌است می‌توان به باشگاه فوتبال ینی‌سئی کراسنویارسک اشاره کرد.
وی همچنین در تیم‌های ملی فوتبال Azerbaijan women's national football team بازی کرده‌است.